# كاسبر (شركة)
كاسبر (بالإنجليزية: Casper)‏ هي شركة تركية تنتج أجهزة الحاسوب والهواتف الذكية. تأسست عام 1991 من قبل ألتان أراس فاكيلي، ويالشين يلدريم، وعلي إحسان تاشكين. يقع مقر الشركة في إسطنبول. في عام 2014 دخلت كاسبر سوق الهواتف الذكية.
لدى كاسبر 65 متجر وأكثر من 1200 نقطة بيع وخدمة في تركيا.

## روابط خارجية
موقع الشركة الرسمي